# Thomas Gamiette
Thomas Gamiette (Épinay-sur-Seine, Francia; 21 de junio de 1986) es un futbolista francés, de origen guadalupeño. Juega de defensa y su actual equipo es el FC Fleury 91 del Championnat National 2 de Francia.

## Selección nacional
Ha sido internacional con la selección de Guadalupe en 12 ocasiones anotando 1 gol.

### Participaciones Internacionales
| Torneo                          | Sede           | Resultado    |
| ------------------------------- | -------------- | ------------ |
| Copa de Oro de la Concacaf 2009 | Estados Unidos | 4° de final  |
| Copa de Oro de la Concacaf 2011 | Estados Unidos | Primera fase |

## Clubes
| Club                          | País      | Año             |
| ----------------------------- | --------- | --------------- |
| Paris Saint Germain (reserva) | Francia   | 2003-2006       |
| Entente SSG                   | Francia   | 2006-2008       |
| Stade de Reims                | Francia   | 2008-2011       |
| Tours FC                      | Francia   | 2011-2013       |
| BEC Tero Sasana               | Tailandia | 2014            |
| Paris FC                      | Francia   | 2014-2016       |
| Bourg-en-Bresse               | Francia   | 2016-2018       |
| FC Fleury 91                  | Francia   | 2019 - presente |